# Exient Entertainment
Exient Entertainment (noto anche come Exient Limited) è uno sviluppatore indipendente di videogiochi con sede a Oxford, nel Regno Unito. È noto per i suoi lavori nei vari giochi come Madden NFL, FIFA, Need for Speed, The Sims e Tiger Woods PGA Tour di Electronic Arts e nella serie DJ Hero per Activision. La società è stata costituita nel 2000 e ha iniziato l'attività nel gennaio 2001.

## Giochi sviluppati

### 2015
- Bake Escape (iOS) - sviluppato da Exient, pubblicato da Chillingo

### 2014
- Angry Birds Transformers (iOS/Android)

### 2013
- Angry Birds Go! (iOS/Android/BlackBerry 10/Windows Phone 8)
- Diggs Nightcrawler (PS3)
- Angry Birds Trilogy (Vita)
- Angry Birds Star Wars (PS3/PS4/PS Vita/X360/XBox One/Wii/Wii U/3DS)
- CSR Racing (Android)

### 2012
- Angry Birds Trilogy (3DS)
- Fireworks (PSVita)
- Pulzar (PSVita)

### 2010
- Need for Speed: Hot Pursuit (Wii)
- The Sims 3 (DS)
- FIFA 11 (DS)
- X2 Football 2010 (iPhone/iPad) - published by X2 Games
- X2 Snowboarding (iPhone/iPad) - published by X2 Games

### 2009
- FIFA 10 (DS)
- DJ Hero (Wii/PS2)
- Tiger Woods PGA Tour (iPhone)
- X2 Football 2009 (iPhone)

### 2008
- FIFA 09 (DS)
- Madden NFL 09 (DS)
- Tiger Woods PGA Tour 09 (PS2/PSP)
- Skate It (DS)
- Need for Speed: Undercover (Wii/PS2)

### 2007
- NASCAR 08 (PS2)
- FIFA 08 (DS)
- Madden NFL 08 (DS)
- Tiger Woods PGA Tour 08 (DS)
- Need for Speed: ProStreet (DS)
- FIFA Street 3 (DS) [1]

### 2006
- FIFA Street 2 (DS)
- 2006 FIFA World Cup - GBA/NDS/PSP (2006)
- Madden NFL 07 - GBA/NDS (2006)
- FIFA 07 (GBA/DS)
- NASCAR 07 (PSP) [2]
- Need for Speed: Carbon - NDS (2006)

### 2005
- FIFA Football 2005 (Gizmondo)
- SSX 3 (Gizmondo)
- Madden NFL 06 (GBA/DS)
- FIFA 06 (GBA/DS) (2005)

### 2004
- Madden NFL 2005 (GBA/DS)
- FIFA Football 2005 (GBA/N-Gage)
- SSX Out Of Bounds (N-Gage)
- WWE Aftershock (N-Gage)

### 2003
- Total Soccer (Mobile)
- FIFA Football 2004 (GBA/N-Gage)
- NCAA Football 2004 (N-Gage)

### 2002
- Alex Ferguson's Total Soccer Manager (GBA)
- FIFA Football 2002 (PDA)
- NHL Hitz 20-03 (GBA)
- FIFA Football (GBA)

### 2001
- Steven Gerrard's Total Soccer (GBA)

## Premi
- TIGA Best Casual Game 2013 Diggs Nightcrawler
- BAFTA Best Handheld Game (Nominated), The Sims 3 (NDS)
- Gamescom 2010 Best Mobile Title (Nominated), The Sims 3 (NDS)[3]
- IGN 2007 Best Sports Game[4]
- IGN 2007 Best Developer[5]
- Pocket PC Magazine Best Software Award 2003 Total Soccer
- IGN Best Handheld Sports Game 2003 FIFA 04 GBA
- IGN Best Handheld Sports Game 2005 FIFA Soccer 06 NDS
- TIGA Best Handheld Games Development Studio 2005[6]
- Develop 100 - The World's Most Successful Game Studios - 2007 Edition - (position 50)[7][8]
- Develop 100 - The World's Most Successful Game Studios - 2009 Edition - (position 67)[9]